# Marcelina Kiala
Marcelina Kiala (* 9. November 1979 in Luanda) ist eine ehemalige angolanische Handballspielerin.

## Karriere
Marcelina Kiala stand anfangs im Ausland beim französischen Erstligisten Cercle Dijon Bourgogne unter Vertrag, mit dem sie am EHF-Pokal teilnahm. Anschließend kehrte sie nach Angola zurück, wo sie sich Atlético Petróleos de Luanda anschloss. Mit Atlético Petróleos de Luanda gewann sie mehrfach die angolanische Meisterschaft. Im Jahre 2014 beendete sie ihre Karriere.
Kiala gehörte dem Kader der angolanischen Nationalmannschaft an, mit der sie an den Olympischen Spielen 2000 sowie 2012 teilnahm. Mit der angolanischen Auswahl triumphierte sie mehrfach bei der Handball-Afrikameisterschaft. Weiterhin gehörte die Rückraumspielerin mehrfach dem angolanischen WM-Kader an. Bei der WM 2007 in Frankreich belegte sie mit 72 Treffern den dritten Platz in der Torschützenliste.
Ihre Geschwister Luisa Kiala und Natália Bernardo spielen ebenfalls Handball.